# Nelsonov steber
Nelsonov steber je spomenik na trgu Trafalgar Square v mestu Westminster v središču Londona, zgrajen v spomin na odločilno zmago viceadmirala Horatia Nelsona v bitki pri Trafalgarju nad združeno francosko in špansko mornarico, med katero je izgubil življenje, ubil ga je Francoski ostrostrelec. Spomenik je bil zgrajen med letoma 1840 in 1843 po načrtu Williama Railtona po ceni 47.000 GBP (kar ustreza 4.908.873 GBP v letu 2021). To je steber korintskega reda, zgrajen iz dartmoorskega granita. Kip Nelsona je iz peščenjaka Craigleith izklesal kipar Edward Hodges Baily. Štirje bronasti levi okoli njegovega vznožja, ki jih je oblikoval sir Edwin Landseer, so bili dodani leta 1867.
Podstavek je okrašen s štirimi bronastimi reliefnimi ploščami, vsaka po 5,5 m², ki so ulite iz zajetih francoskih pušk. Prikazujejo bitko pri rtu sv. Vincenta, bitko pri Nilu, bitko pri Kopenhagnu in Nelsonovo smrt pri Trafalgarju. Kiparji so bili Musgrave Watson, William F. Woodington, John Ternouth in John Edward Carew. Okrašeni kapitel, na katerem stoji Nelson, je delo Charlesa Harriotta Smitha.
Prenovljen je bil leta 2006 po ceni 420.000 £ (kar ustreza 646.501 £ v letu 2021), takrat so ga raziskali in ugotovili, da je 4,42 m krajši, kot se je prej domnevalo. Celoten spomenik je visok 51,59 m od dna podstavka do vrha Nelsonovega klobuka.

## Gradnja in zgodovina
Februarja 1838 je skupina 121 vrstnikov, članov parlamenta (poslancev) in drugega plemstva oblikovala odbor za postavitev spomenika lordu Nelsonu, ki ga je financirala javna naročnina, vlada pa se je strinjala, da zagotovi lokacijo na trgu Trafalgar Square pred novozgrajeno Narodno galerijo. Izveden je bil natečaj za oblikovanje z ocenjenim proračunom med 20.000 in 30.000 £. Rok za oddajo je bil 31. januar 1839.
Zmagovalna prijava, ki jo je izbral pododbor, ki ga je vodil vojvoda [[Wellingtonski, je bila zasnova Williama Railtona za korintski steber, na vrhu katerega je kip Nelsona in obdan s štirimi izklesanimi levi. Stopnice bi vodile med levi do podstavka stebra. Več drugih udeležencev je prav tako poslalo sheme za stebre. Drugo nagrado je osvojil Edward Hodges Baily, ki je predlagal obelisk, obdan s skulpturami.
Kritike organizacije natečaja so povzročile njegovo ponovitev. Railton je predložil nekoliko spremenjeno obliko in bil ponovno razglašen za zmagovalca z določilom, da naj kip Nelsona izdela EH Baily. Prvotni načrt je bil za steber visok 62 m, vključno z bazo in kipom, vendar je bil zaradi pomislekov glede stabilnosti to zmanjšano na 52 m s stebrom 30 m. ] Osnova naj bi bila iz granita, steber pa iz peščenjaka Craigleith, toda pred začetkom gradnje je bilo odločeno, da mora biti tudi steber iz granita.
Izkopavanja za opečne temelje so se začela julija 1840. 30. septembra 1840 je prvi kamen stebra položil Charles Davison Scott, častni sekretar odbora (in sin Nelsonovega tajnika, Johna Scotta), na slovesnosti, ki so jo izvedli, glede na revijo Nautical Magazine, »zasebno, zaradi odsotnosti plemičev in gospodov, ki so sestavljali odbor iz mesta«. Gradnja spomenika, ki sta jo izvajala izvajalca Grissell in Peto, je napredovala počasi, kamnita dela, pripravljena za postavitev kipa, pa so bila dokončana šele novembra 1843.
Leta 1844 je Nelsonovemu spominskemu odboru zmanjkalo denarja, saj je zbral le 20.485 GBP v javnih naročninah in projekt je prevzela vlada v obliki Urada za gozdove.
Namestitev bronastih reliefov na podstavek se je začela šele konec leta 1849, ko je bila upodobitev Nelsonove smrti Johna Edwarda Carewa postavljena na stran, obrnjeno proti Whitehallu. Temu je v začetku naslednjega leta sledil relief Williama F. Woodingtona o bitki pri Nilu na nasprotni strani. Carewov relief je ulil Adams, Christie and Co. iz Rotherhitheja. Ostale tri so ulili Moore, Fressange in Moore. Zadnji izdelani, bitka pri rtu sv. Vincenta, je postal predmet sodnega postopka, ko so odkrili, da je bil bron ponarejen z železom. Partnerji v podjetju so bili zaprti zaradi goljufije, relief pa sta dokončala Robinson in Cottam. Končno je bil postavljen maja 1854.
5,5-metrski kip na vrhu je izklesal Edward Hodges Baily R.A. iz treh kosov peščenjaka Craigleith, ki jih je podaril vojvoda Buccleuch, nekdanji predsednik Nelsonovega spominskega odbora, iz lastnih kamnolomov.
Kip stoji na kaneliranem stebru, zgrajenem iz trdnih blokov granita iz kamnolomov Foggintor v Dartmoorju. Korintski kapitel je narejen iz bronastih elementov, ulitih iz topa, rešenega iz razbitine HMS Royal George v livarni Woolwich Arsenal. Temelji na templju Marsa Ultorja v Rimu, oblikoval pa ga je C.H. Smith.. Bronasti deli, nekateri tehtajo kar 410 kg, so pritrjeni na steber s pomočjo treh velikih kovinskih pasov, ki ležijo v utorih v kamnu.
Štirje enaki bronasti berberski levi ob dnu spomenika so bili dodani šele leta 1867. Na neki stopnji naj bi bili iz granita in kipar John Graham Lough je bil izbran, da jih izkleše. Vendar so leta 1846 po posvetovanju z Railtonom naročilo zavrnili, saj niso želeli delati pod omejitvami, ki jih je naložil arhitekt. Končno nameščene skulpture, ki so bile naročene leta 1858, je zasnoval sir Edwin Landseer v sodelovanju z baronom Marochettijem. Na njihovo zasnovo so morda vplivali levi Marschalka Jánosa na vsakem oporniku Széchenyjevega verižnega mostu v Budimpešti, ki so bili postavljeni 6 let preden so bili naročeni levi na trgu Trafalgar Square. Landseer je za svoje storitve prejel 6.000 funtov, Marochetti pa 11.000 funtov. Leta 2011 so svetovalci za Greater London Authority poročali, da so turisti, ki so plezali na hrbte levov, povzročili veliko škodo, in priporočili, da se turistom prepove plezanje po njih.
Steber je imel tudi simbolni pomen za Adolfa Hitlerja. Če bi bil Hitlerjev načrt za invazijo na Britanijo, operacija Morski lev, uspešna, ga je načrtoval prestaviti v Berlin.

## Prenova
Steber je bil leta 1968 prenovljen in očiščen s peskanjem.
Steber je bil ponovno prenovljen leta 2006. Čiščenje s paro je bilo uporabljeno skupaj z nežnimi abrazivi, da bi čim bolj zmanjšali kakršen koli škodljiv vpliv na bronasto in kamnito konstrukcijo. Stroške v višini 420.000 GBP je pokrilo podjetje Zurich Financial Services, ki je ves čas dela oglaševalo na gradbenih odrih. Pred začetkom obnove so bile opravljene laserske raziskave, med katerimi je bilo ugotovljeno, da je steber znatno krajši od običajno navedenih 56,4 m. Pravzaprav meri 51,5 m od dna prve stopnice do konice admiralskega klobuka.

## Reklamni triki in protesti
John Noakes iz otroške oddaje BBC TV Blue Peter je splezal na steber leta 1977. Televizijski voditelj in zabavljač Gary Wilmot je splezal na steber leta 1989 za LWT-jevo oddajo Six O' Clock Show, da bi poustvaril slovesnost 'odlivanja vrha' leta 1843. Oblečen v viktorijanska oblačila in s čolnarskim klobukom je Wilmott užival v čaju in sendvičih na vrhu kolone, preden je splezal dol.
Na steber so se večkrat povzpeli tudi kot reklamni trik, da bi opozorili na družbene ali politične vzroke. Ed Drummond je leta 1978 opravil prvi tak vzpon za gibanje proti apartheidu, pri čemer je na poti uporabil strelovod. 30. marca 1988 sta Joe Simpson in John Stevenson preplezala steber kot del Greenpeaceove kampanje proti kislemu dežju. 14. junija 1992 so se nanj povzpeli Martin Cotterrel, Joe Simpson in John Stevenson v imenu Greenpeacea, da bi protestirali proti prvemu srečanju vrha Zemlje v Braziliji. 13. aprila 1995 je Simon Nadin prosto preplezal Nelsonov steber z Noelom Crainom, Jerryjem Moffattom in Johnnyjem Dawesom, ki so mu sledili na top ropeu in vzpon ocenil kot 'E6 6b/5a'. Ta protestni čas je bil v imenu Survival International za objavo stiske kanadskih Inuitov. 13. maja 1998 so steber preplezali Al Baker, Peter Morris in John Cunningham v imenu Greenpeacea, da bi protestirali proti sečnji starih rasti v Britanski Kolumbiji. Maja 2003 je BASE skakalec in kaskader Gary Connery skočil s padalom z vrha stebra, v podvigu, namenjenem opozarjanju na kitajsko politiko v Tibetu.
Decembra 2015 je Disney plačal 24.000 funtov, da ga je prekril z lučmi, da bi bil podoben velikanskemu svetlobnemu meču, za promocijo Vojne zvezd: Sila se prebuja.
18. aprila 2016, v zgodnjih jutranjih urah, so se aktivisti Greenpeace povzpeli na steber in admiralu lordu Nelsonu nadeli dihalno masko v znak protesta zaradi stopnje onesnaženosti zraka.

## Galerija
- Bitka pri Cape St. Vincent Musgrave Watson in William F. Woodington, relief na zahodni strani podstavka
- Bitka pri Nilu Williama F. Woodingtona, relief na severni strani podstavka
- Bitka pri Kopenhagnu, delo Johna Ternoutha, relief na vzhodni strani podstavka
- Nelsonova smrt pri Trafalgarju Johna Edwarda Carewa, relief na južni strani podstavka
- Steber med velikim smogom leta 1952
- Eden od Landseerjevih levov s stebrom zadaj, junij 2021

## Drugi spomeniki v čast Nelsonu
Prvi meščanski spomenik, ki so ga postavili v Nelsonovo čast, je bil 44 metrov visok obelisk na Glasgow Greenu v Glasgowu na Škotskem leta 1806. Tudi na Škotskem so leta 1806 položili temeljni kamen za Nelsonov seber v Forresu v Morayu in je bil dokončan leta 1812; medtem ko Nelsonov spomenik stoji na vrhu Calton Hilla v Edinburgu. V Dublinu na Irskem so Nelsonov steber postavili leta 1808, a so ga republikanci leta 1966 uničili, v Bull Ringu v Birminghamu v Angliji pa je bronasti kip Nelsona, ki je uvrščen na seznam spomenikov stopnje II*, delo Richarda Westmacotta iz leta 1809. Sir Richard Westmacott je oblikoval tudi dovršen spomenik Nelsonu v Liverpoolu. V Portsmouthu je Nelson's Needle na vrhu hriba Portsdown plačala družba HMS Victory po prihodu nazaj v Portsmouth. V gradu Castle Green v Herefordu je steber, na vrhu katerega je okrasna žara – namesto žare je bil načrtovan kip, vendar ni bilo zbranega dovolj denarja. Spomenik Britannia, Great Yarmouth, Anglija (1819), je 144 čevljev visok dorski steber.
Drugod po svetu so Britanci in Kanadčani leta 1809 postavili Nelsonov steber v Montrealu, v bližini mesta Invermere v Britanski Kolumbiji pa je tudi Mount Nelson. Tako kot v Londonu ima steber v Montrealu admirala, ki stoji s hrbtom proti valovom. Veliko krajši kip lorda Nelsona na Trafalgar Square v Bridgetownu na Barbadosu je starejši od njegovega dvojnika v Londonu.